# Крестовоздвиженская община сестёр милосердия

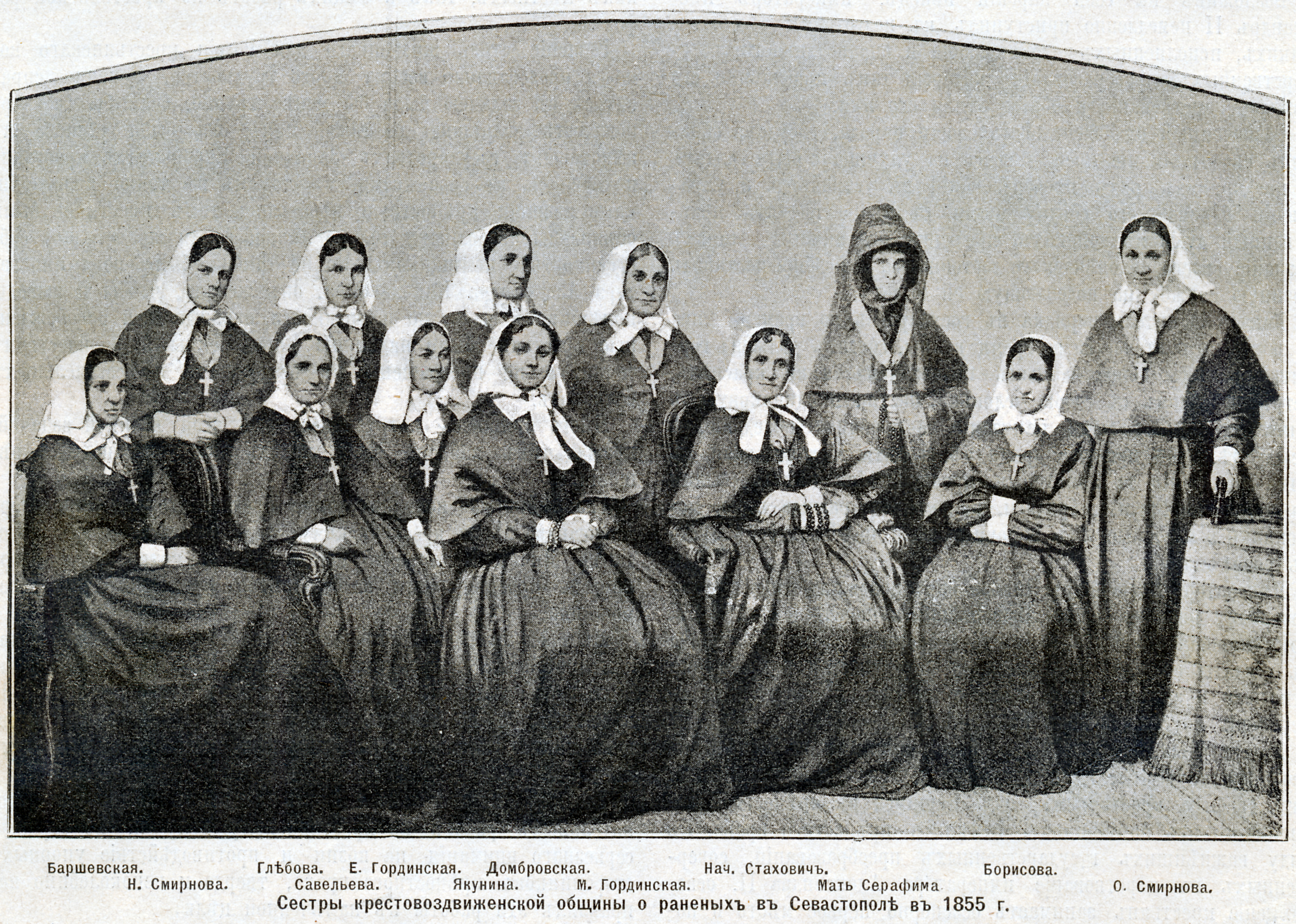
Сестры Крестовоздвиженской общины, Севастополь, 1855 год.

Крестовоздвиженская община сестёр милосердия — российская община сестёр милосердия, первое в мире женское медицинское формирование по оказанию помощи раненым во время войны, один из предшественников Международного движения Красного креста.

## История

### Крымская война

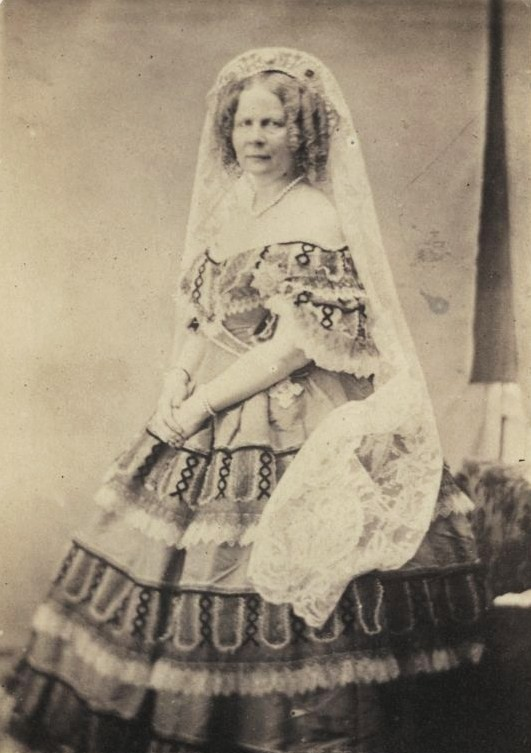
Великая княгиня Елена Павловна (1807—1873)

Община была создана в связи с началом Крымской войны по инициативе профессора Медико-хирургической академии Николая Ивановича Пирогова; покровительство общине взяла на себя великая княгиня Елена Павловна. Датой основания общины принято считать праздник Воздвижения Креста Господня (отмечается 27 сентября по новому стилю, по старому стилю — 14 сентября, в XIX веке — 15 сентября).
Временный устав общины 25 октября 1854 года утвердил император Николай I, а 5 ноября в церкви Михайловского дворца (резиденции великой княгини Елены Павловны) состоялось торжественное посвящение первых сестёр милосердия. Основательница выделила общине 200 000 рублей.
На следующий день 32 сестры общины и группа врачей (Э. В. Каде, П. А. Хлебников, А. Л. Обермиллер, Л. А. Беккерс и доктор медицины В. И. Тарасов) выехали на театр военных действий вместе с действительным статским советником, хирургом Н. И. Пироговым. Руководить деятельностью общины на театре военных действий было поручено Пирогову. Первым главным врачом был назначен В. И. Тарасов.
Из 163 волонтерок около 110 принадлежали к привилегированным слоям общества (жены, вдовы, дочери чиновников и помещиков), около 25 были представительницами мещанства, 5 — духовенства; кроме того, было пять монашек.

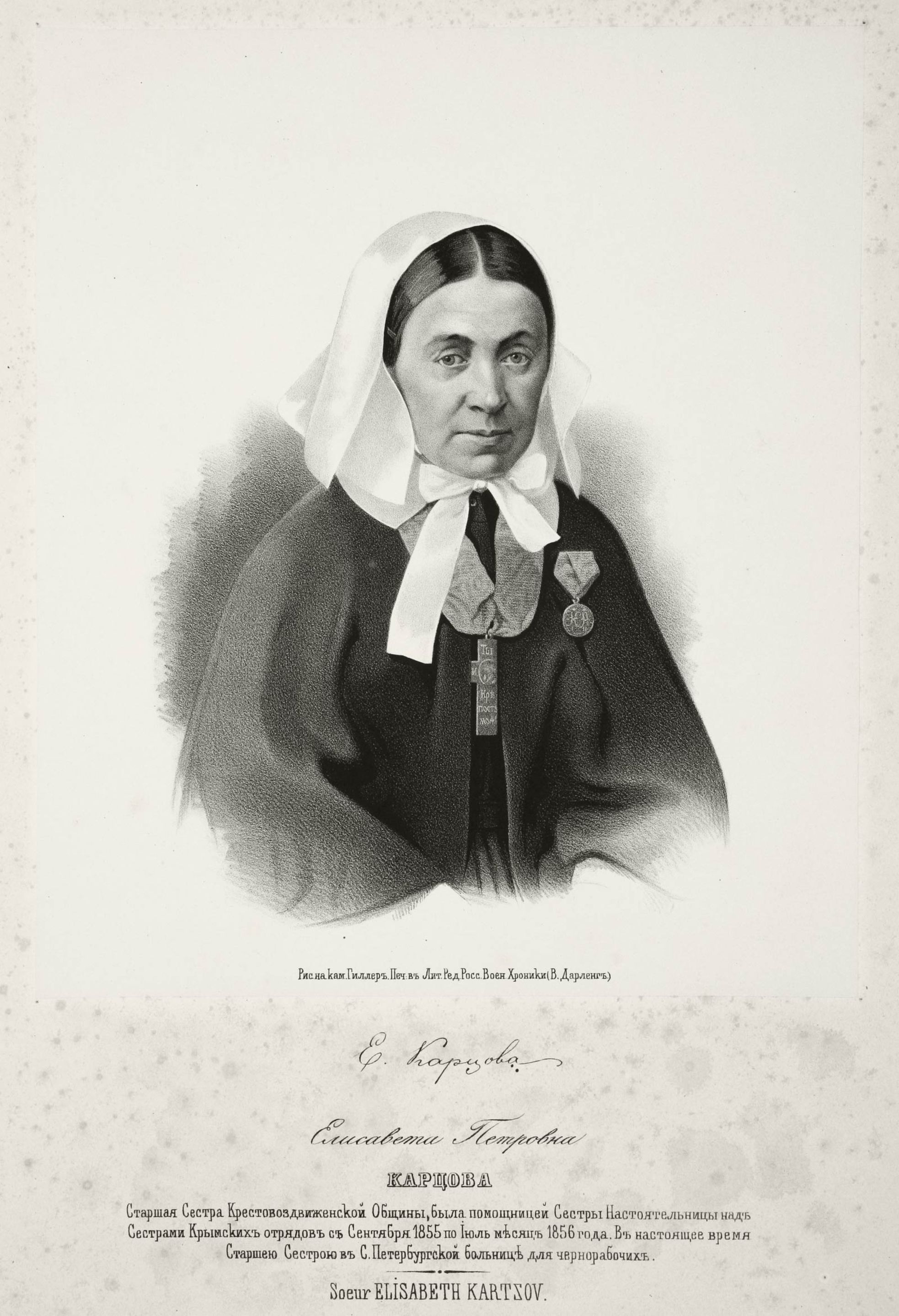
Старшая сестра Крестовоздвиженской Общины Карцова Е. П.

С. Н. Сергеев-Ценский в своём романе-эпопее «Севастопольская страда» так описывает внешний вид сестёр общины накануне их отъезда в Крым:

На всех сестрах были коричневые платья с белыми накрахмаленными обшлагами; ярко-белые и тоже накрахмаленные чепчики на простых гладких прическах; белые фартуки с карманами и — самое главное и самое заметное — наперсные золотые продолговатые кресты на широких голубых лентах.— С. Н. Сергеев-Ценский, «Севастопольская страда»
Лев Толстой в «Севастопольских рассказах» описал прибывших в действующую армию сестёр милосердия, которые позднее были награждены медалью «За защиту Севастополя», среди них — Екатерина Михайловна Бакунина, Е. П. Карцева, А. П. Стахович, Екатерина Александровна Хитрово и другие. Из 120 сестёр Крестовоздвиженской общины, которые работали в осаждённом Севастополе, 17 погибли при исполнении служебных обязанностей.
В своей «Докладной записке об основных началах и правилах Крестовоздвиженской общины сестёр попечения», написанной 14 октября 1855 года, Н. И. Пирогов писал: «Доказано уже опытом, что никто лучше женщин не может сочувствовать страданиям больного и окружить его попечениями, не известными и, так сказать, не свойственными мужчинам».
Позднее А. Ф. Кони сказал: «В этом Россия имеет полное право гордиться своим почином. Тут не было обычного заимствования „последнего слова“ с Запада — наоборот, Англия (…) стала подражать нам, прислав под Севастополь (…) мисс Найтингель со своим отрядом». Эта версия стала популярной в Российской империи и СССР. Однако на самом деле Флоренс Найтингейл о своим отрядом выехала из Великобритании уже 21 октября 1854 года (н.ст.), еще до утверждения устава Крестовоздвиженской общины. Согласно воспоминаниям сестры-настоятельницы Екатерины Бакуниной, ее вдохновлял пример Флоренс Найтингейл, а не наоборот: "В октябре месяце мы вернулись в Москву. С каким нетерпением мы хватались тогда за газеты; и вот, прочитала я, что французские сестры поехали в военные госпитали; потом в английские госпитали поехала мисс Найтингейл с дамами и сестрами. А что ж мы-то? Неужели у нас ничего не будет?".

### После Крымской войны

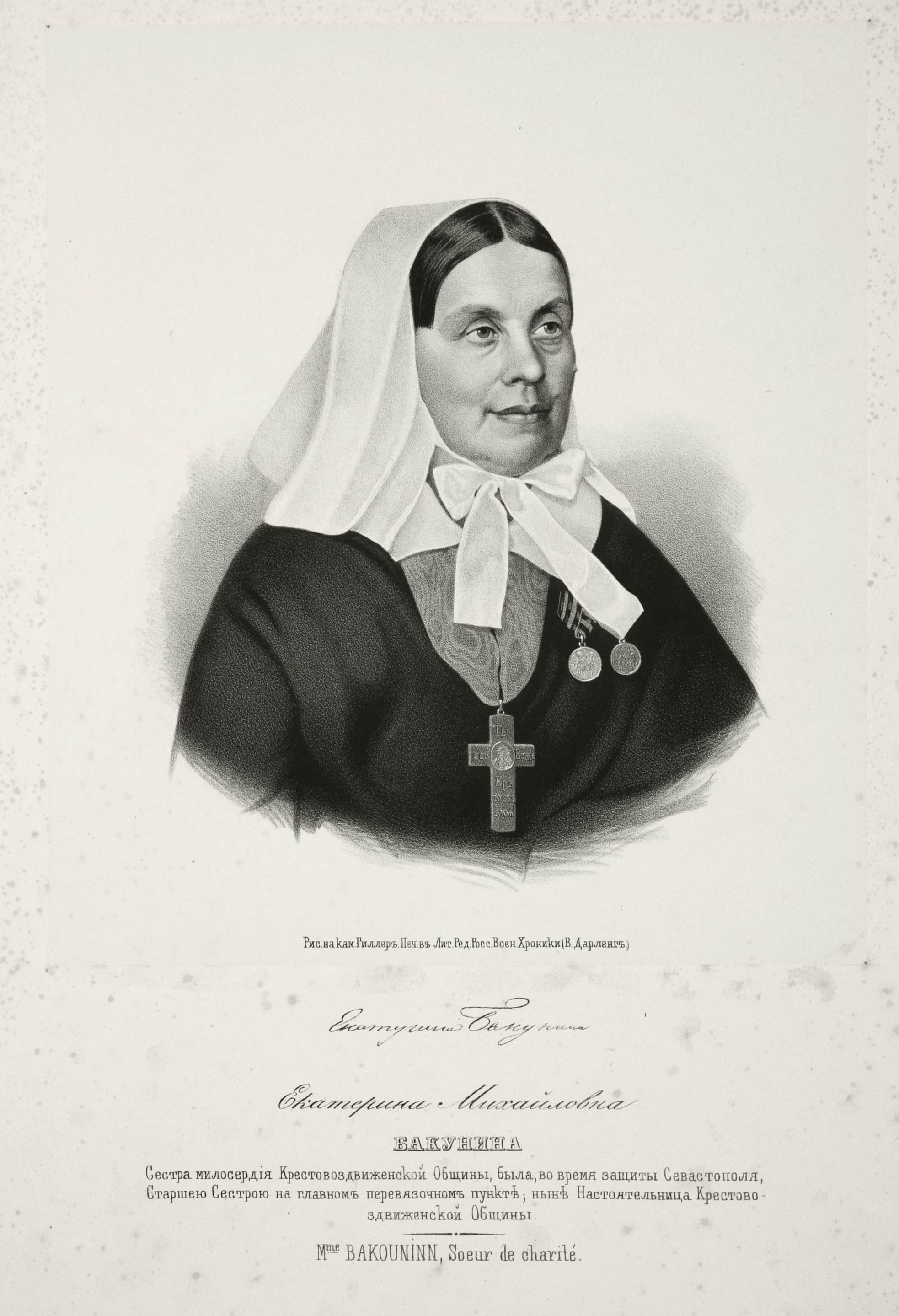
Екатерина Михайловна Бакунина (1810—1894)

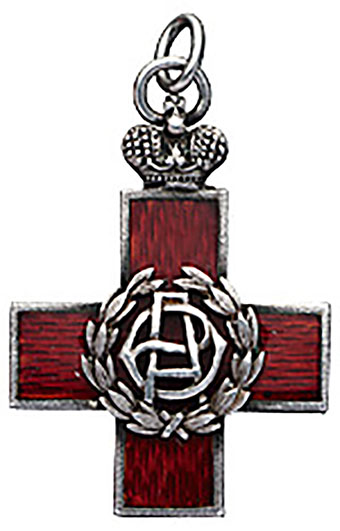
Жетон Крестовоздвиженской общины сестёр милосердия Красного Креста

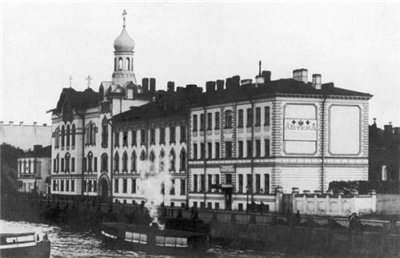
Здание Крестовоздвиженской общины сестёр милосердия Красного Креста

Когда сёстры вернулись в Петербург с Крымской войны в сентябре 1856 года, община насчитывала 96 сестёр милосердия и 10 испытуемых. Они были направлены на работу в морские госпитали — Калинкинский (ныне — Военно-морской) и Кронштадтский, в больницу для чернорабочих (ныне — Александровская больница), Максимилиановскую больницу, Повивальный институт (ныне — НИИ акушерства и гинекологии имени Д. О. Отта). Сначала сёстры жили в специально нанятом для них доме на Петербургской стороне, затем — в Михайловском дворце.
В январе 1860 года община переехала в купленный у Л. Ф. Доста трёхэтажный ампирный особняк на набережной Фонтанки, тогда же великая княгиня Елена Павловна передала общине свою дворцовую церковь, которая заняла большой зал на втором этаже дворового флигеля. До 1882 года она была приписана к Екатерингофскому храму. В 1861 году община открыла собственную больницу на 16 мест и лечебницу для приходящих больных, ставшие очень популярными среди бедного населения. Спустя два года при общине начали работать трёх-четырёхгодичная школа для девочек и ясли для дневного пребывания до 100 детей.
С 1860 по 1863 год Крестовоздвиженскую общину по просьбе великой княгини Елены Павловны возглавлял известный в то время христианский активист Александр Гумилевский.
В послевоенные годы сестрой-настоятельницей Крестовоздвиженской общины была Екатерина Бакунина, летом 1860 года её сменила Е. И. Карпова, остававшаяся на этом посту до 1867 года. Для управления общиной был создан особый комитет под председательством Николая Пирогова, а с 1861 года его возглавил общественный деятель, писатель и музыкант Владимир Одоевский.
14 января 1863 года император Александр II утвердил «Положение о сёстрах Крестовоздвиженской общины, назначаемых для ухода за больными в военных госпиталях», а 10 мая 1870 года — штат и новый устав общины. Целью деятельности общины провозглашалось «безвозмездное христианское служение страждущим и неимущим».
В 1860—1870-е годы больница неоднократно перестраивалась, возводились новые здания. В 1873 году, после смерти великой княгини Елены Павловны, руководство общиной было вверено её дочери, великой княгине Екатерине Михайловне.
В августе 1876 года отряд сестёр общины выехал на Балканы в зону военных действий в Черногории. Это был первый опыт деятельности общины в другой стране. Во время Русско-турецкой войны 1877—1878 годов более 30 сестёр под начальством старшей сестры Н. А. Щеховской оказывали помощь раненым. Екатерина Бакунина, несмотря на свой 65-летний возраст, поехала на Кавказ в качестве руководительницы медицинских сестёр временных госпиталей, пробыв на фронте больше года.
В литературе наиболее полно образ сестры милосердия воспет в одном из «Стихотворений в прозе» Ивана Тургенева — «Памяти Ю. П. Вревской», посвящённом Юлии Вревской, участнице Русско-турецкой войны 1877—1878 годов.
Крестовоздвиженская община стала широко известна не только в России, но и за границей. Она участвовала в международной гигиенической выставке в Брюсселе в 1876 году, а сёстры Е. С. Высотская и С. П. Сухонен оказали помощь в создании первой общины сестёр милосердия в Болгарии в 1900 году по просьбе Болгарского общества Красного Креста.
С 1884 года в течение 14 лет главным врачом общины работал хирург Николай Вельяминов. По его инициативе была перестроена лечебница, возведён дом для служащих, организованы систематические курсы лекций для сестёр.
На 1 января 1891 года в общине было 119 сестёр милосердия и 19 испытуемых. В 1894 году, после смерти великой княгини Екатерины Михайловны, община перешла в ведение Российского общества Красного Креста.
В 1893—1897 годах по проекту архитектора общины Юлия Бенуа при участии Роберта Гёдике была возведена небольшая женская больница. К полувековому юбилею общины Бенуа в 1903—1904 годах полностью перестроил здание особняка на Фонтанке в неорусском стиле. На третьем этаже была устроена церковь на 1000 человек, 11 декабря 1904 года освящённая митрополитом Санкт-Петербургским и Ладожским Антонием (Вадковским) во имя Воздвижения Креста Господня.
Отчёты о деятельности общины во время Первой мировой войны не были опубликованы, и статистика за этот период отсутствует.

### После Октябрьской революции
После Октябрьской революции, в 1918 году, больница была изъята у Крестовоздвиженской общины и на её базе была открыта 10-я больница Петроградского губернского отдела здравоохранения (позднее — Балтийская клиническая центральная бассейновая больница), в 1919 году ей было присвоено имя профессионального революционера Григория Чудновского, которое она носила до 2002 года.
Община была ликвидирована в 1920 году, а её имущество было передано в ведение народного комиссариата здравоохранения РСФСР. Последним настоятелем Крестовоздвиженской церкви был протоиерей Иоанн Благодатов, при котором 28 сентября 1922 года был закрыт храм, помещение которого до 1993 года использовалось как спортзал больницы.
В 1990-е годы инициативная группа попыталась возродить деятельность Крестовоздвиженской общины.
В 2002 году на базе больницы был создан Северо-Западный окружной медицинский центр Министерства здравоохранения РФ. В 2011 году центр вошёл в состав Федерального государственного учреждения «Национальный медико-хирургический центр имени Пирогова».
В 2010 году движение «Воины жизни» начало кампанию по прекращению абортов в здании, принадлежавшем Крестовоздвиженской общине, и возвращению этого здания Русской православной церкви. С этой целью движение провело несколько пикетов и митингов в Москве и Санкт-Петербурге, инициировано голосование за возвращение здания на сайте Демократор. Поскольку в течение нескольких месяцев ответа со стороны администрации Петербурга не последовало, «Воины жизни» направили обращение с аналогичными требованиями, собравшее более тысячи подписей, президенту России.
17 июня 2011 года призыв движения поддержал в своём блоге председатель Совета Федерации России Сергей Миронов:

Недавно пришло письмо от православной молодёжи, которая просит вернуть церкви Крестовоздвиженский храм (Фонтанка, д. 154). Этот храм находится в здании, которое было построено для Крестовоздвиженской общины сестёр милосердия. Сёстры спасали раненых в Севастополе во время Крымской войны. Эту общину сестёр милосердия создавал лично Николай Пирогов, знаменитый русский хирург. Сегодня, как пишут мне защитники этого храма, в нём находится абортарий. Вдумайтесь — абортарий в храме! Этого нет ни в одном городе России, и я думаю — в мире. А в Петербурге — есть! И печально и странно наблюдать за этой ситуацией. Будем её менять.
В 2013 году в часовне святых равноапостольных Константина и Елены при здании общины возобновлены регулярные богослужения. Настоятелем назначен иерей Сергий Сартаков.